# Lollapalooza Chile 2026
Lollapalooza Chile 2026 es la decimocuarta edición del festival musical en dicho país, el cual se llevará a cabo por décima vez —y primera desde el año 2019— en el Parque O'Higgins de Santiago Centro, luego de cuatro ediciones en el Parque Bicentenario de Cerrillos, los días 13, 14 y 15 de marzo de 2026.

## Desarrollo
El 28 de julio de 2025, el alcalde de la comuna de Santiago Mario Desbordes adelantó la información que iba a ser publicada un día despues por Lollapalooza Chile y la productora Lotus en sus redes sociales: el festival volvería a realizarse en el Parque O'Higgins luego de siete años. En la información oficial entregada al día siguiente, se confirmó el regreso del festival a este recinto al menos hasta el año 2028 y la fecha de la décimocuarta edición para los días 14, 15 y 16 de marzo de 2026, además se aunció el inicio de la venta de entradas para dos semanas después a través de Ticketmaster (con Banco de Chile y Cenco Malls como principales patrocinadores nuevamente).
En los días posteriores al anuncio y en el marco del ciclo Lolla es Cultura, se realizaron shows gratuitos de Gepe, De Saloon, Tikitiklip y Tomo Como Rey que convocaron a más de 20.000 personas en distintos puntos de la capital, culminando este evento el 12 de agosto, día del inicio de la venta de entradas para Lollapalooza 2026, con un último show gratuito a cargo de Akriila en el Museo de la Memoria y los Derechos Humanos.
El 12 de agosto inició el clásico proceso de venta de pases generales previo al anuncio del lineup, en donde se vendieron aproximadamente 23.000 entradas para los 3 días en menos de 24 horas, considerando los stocks oficiales para cada tramo de venta —agotados los 700 Early Bird y 21.600 Preventa 1 generales, además de las Preventa 1 de 240 tickets para Lolla Lounge y 100 de Lolla Platinum—. Esto a pesar de las alzas en los precios con respecto a la edición pasada, que va desde los $40.000CLP en Early Bird y $23.600CLP en Preventa 1 ($19.400CLP con descuento) para pases generales, mientras que para Lounge y Platinum van desde los $78.200CLP y $112.000CLP en sus etapas iniciales, respectivamente.